# Édouard Charton
Édouard Thomas Charton (født 11. maj 1807 i Sens, død 27. februar 1890 i Versailles) var en fransk forfatter og politiker.
Charton blev 1827 advokat og sluttede sig tidlig til Saint-Simonisterne, men skilte sig derfra 1831 ligesom sin ven Hippolyte Carnot, da Enfantins retning fik overtaget. Han var 1848 understatssekretær for undervisningsministeriet under Carnot og medlem af Nationalforsamlingen (stemte for Grévys forslag); valgtes 1849 til statsrådet, men trak sig tilbage herfra efter statskuppet 1851. Han valgtes 1871 til Nationalforsamlingen og var siden 1876 senator; hørte i begge forsamlinger til det republikanske parti.
Charton har dog nærmest betydning som grundlægger og udgiver af en række illustrerede blade og tidsskrifter, hvorved træskærerkunsten i høj grad udvikledes: Magasin pittoresque (1833-83), Illustration (1843) og Le Tour du Monde (1860). Endvidere udgav han Voyageurs anciens et modernes, en samling af opdagelsesrejser i ældre og nyere tid (1854-57, 4 bind, oversat på dansk), og tillige med Henri Léonard Bordier en populær, illustreret Histoire de France (2 bind, 1863).